# Mueang Pan (huyện)
Mueang Pan (tiếng Thái: เมืองปาน) là một huyện (amphoe) ở phía bắc của tỉnh Lampang, miền bắc Thái Lan.

## Địa lý
Các huyện giáp ranh (từ phía bắc theo chiều kim đồng hồ): Wiang Pa Pao của tỉnh Chiang Rai, Wang Nuea, Chae Hom và Mueang Lampang của tỉnh Lampang, Mae On và Doi Saket của tỉnh Chiang Mai.

## Lịch sử
Tiểu huyện (king amphoe) Mueang Pan đã được thành lập vào ngày 15 tháng 7 năm 1981, khi bốn tambon Mueang Pan, Chae Son, Ban Kho and Thung Kwao đã được tách ra từ huyện Chae Hom. Ngày 9 tháng 5 năm 1992, tiểu huyện đã được nâng thành huyện.

## Hành chính
Huyện này được chia ra thành 5 phó huyện (tambon), các đơn vị này lại được chia thành 53 làng (muban). Không có khu vực đô thị, có 5 Tổ chức hành chính tambon.
| STT. | Tên        | Tên Thái | Số làng | Dân số |  |
| ---- | ---------- | -------- | ------- | ------ |  |
| 1.   | Mueang Pan | เมืองปาน  | 8       | 5.646  |  |
| 2.   | Ban Kho    | บ้านขอ    | 13      | 8.160  |  |
| 3.   | Thung Kwao | ทุ่งกว๋าว   | 13      | 9.394  |  |
| 4.   | Chae Son   | แจ้ซ้อน    | 12      | 7.201  |  |
| 5.   | Hua Mueang | หัวเมือง   | 7       | 4.093  |  |